# Ville-la-Grand
Ville-la-Grand es una comuna francesa situada en el departamento de Alta Saboya, de la región de Auvernia-Ródano-Alpes.

## Demografía
| 3 859 | 4 475 | 4 778 | 4 723 | 6 469 | 6 989 | 7 627 | 8 802 |
| Para los censos de 1962 a 1999 la población legal corresponde a la población sin duplicidades (Fuente: INSEE [Consultar]) |       |       |       |       |       |       |       |